# Марис, Иван
Иван Марис (порт. Ivan Mariz; 13 мая 1910, Белен, Пара — 13 мая 1982, Рио-де-Жанейро) — бразильский футболист, полузащитник. Участник первого чемпионата мира.

## Биография
Родился в портовом городе Белен, столице штата Пара. Там же он делал первые шаги в футболе, гоняя мяч на бесчисленных пляжах города. Затем его семья переехала в Рио-де-Жанейро, где он заинтересовал собой тренеров молодёжной команды «Флуминенсе».
В 1928 году, в возрасте 18 лет, дебютировал в первой команде «Флу». Уже через год он стал игроком основы и его приметили тренеры сборной Бразилии, с которой он отправился на чемпионат мира, где так и не провёл ни одного матча, проведя турнир в запасе. Затем он ещё 6 лет играл за «Флуминенсе», выиграв 2 кубка Рока и один чемпионат Рио. В 1936, в возрасте всего лишь 26-ти лет, Марис был вынужден прекратить карьеру из-за тяжёлой травмы. Больше он себя с футболом не ассоциировал.
Иван Марис умер на 72-м году жизни, дома, в Рио.

## Награды и достижения
- Обладатель Кубка Рока: 1931, 1932
- Чемпион штата Рио-де-Жанейро: 1936